# Oostelijke goudlijster
De oostelijke goudlijster (Zoothera dauma) is een vogelsoort uit de familie van de Turdidae (lijsters).

## Kenmerken
De oostelijke goudlijster (goudlijster s.l.) is een vrij grote lijster, 27–31 cm lang, zo groot als een grote lijster, maar hij oogt slanker. Het verenkleed lijkt op afstand grijsbruin. Opvallend aan het verenkleed is een patroon van halvemaanvormige, donkere schubben. In vlucht worden brede zwart-witte banden zichtbaar van de ondervleugel.

## Verspreiding en leefgebied
De goudlijster komt voor in een groot gedeelte van Azië van de Himalaya tot aan Sumatra en Java.
De soort telt 3 ondersoorten:
- Z. d. dauma: van de westelijke Himalaya tot het zuidelijke deel van Centraal-China, noordelijk Indochina en noordelijk Thailand.
- Z. d. horsfieldi: Sumatra, Java, Bali, Lombok en Soembawa.
- Z. d. iriomotensis: Iriomote Jima van de zuidelijke Riukiu-eilanden.

## Taxonomie
Vroeger werden een groot aantal soorten gerekend tot het taxon Zoothera dauma, de goudlijster s.l. Hiervan zijn twee ondersoorten afgesplitst, vervolgens de goudlijster s.s. (Z. aurea) met één ondersoort, dan de papoeagoudlijster (Z. heinei) met drie ondersoorten, Z. imbricata (een endeem op Sri Lanka) en tot (voorlopig) slot de Tasmaanse goudlijster (Z. lunulata) met twee ondersoorten. Hiermee is waarschijnlijk nog geen definitieve indeling gemaakt.

### Indeling
- Zoothera dauma (Latham 1790) guldlijster
  - Zoothera dauma horsfieldi (Bonaparte, 1857)
  - Zoothera dauma iriomotensis Nishiumi & Morioka, 2009
- Zoothera aurea (Holandre, 1825) Goudlijster (Sensu stricto)
  - Zoothera aurea toratugumi (Momiyama, 1940)
- Zoothera heinei (Cabanis, 1850) Papoeagoudlijster
  - Zoothera heinei choiseuli (Hartert, 1924)
  - Zoothera heinei eichhorni (Rothschild & Hartert, 1924)
  - Zoothera heinei papuensis (Seebohm, 1881)
- Zoothera imbricata (Layard, EL, 1854)
- Zoothera lunulata (Latham, 1802) (Tasmaanse goudlijster)
  - Zoothera lunulata cuneata (De Vis, 1889)
  - Zoothera lunulata halmaturina (Campbell, AG, 1906)